# 昌吉古城遗址
昌吉古城遗址又称昌吉古城:1，曾称破城子遗址:41，位于新疆维吾尔自治区昌吉回族自治州昌吉市东北角:39，旧昌吉县城东约五百处:43，一座唐朝至元朝的古城遗址:39。
清代以来，中国学界对该城在历史上的名称，说法不一。有唐代轮台县县城、唐代张堡守捉城、元代昌八剌之说。1991年3月11日，以昌吉古城遗址之名，列为第三批新疆维吾尔自治区文物保护单位:39，时代为唐代，分类为古遗址。

## 历史
1930年代《新中华》复刊4卷14期，陈澄之文章记城恒尚全，且有二土墩，各高丈许。“本地人至今极其固执地绝对禁止侵犯这一古城墙”:5。
1965年4、5月间，新疆博物馆因昌吉古城中有动土施工、破坏行为，委派李征前往昌吉处理相关问题。当时称破城子遗址。李征对昌吉古城进行测量、绘图，推断其为唐代古城，进一步推测为唐代轮台县县城:41。
1970年代末，中国学界对唐代轮台县县城的位置展开热议。有昌吉古城、北庭古城、米泉古城、乌拉泊古城四种说法:41。

## 古城保护现状
2012年4月1日，新疆维吾尔自治区人民政府办公厅发出相关通知，引用昌吉市政府文件，确定文物保护单位的保护范围、建设控制地带。“现存东墙475米，西墙260米，北墙90米。东墙有一拐角，城址中有3处方形塔基。保护范围沿城墙基础向外扩展3米。”
北墙保护范围东西长96米，南北宽14米。东墙北端保护范围南北长150米，东西宽13米。东墙拐角东西长80米，南北宽10米。东墙南段保护范围南北长245米，东西宽14米。西墙保护范围南北长266米，东西宽17米。
东塔基保护范围南北长10米，东西宽8米。西塔基保护范围东西长16米，南北宽12米。北塔基保护范围南北长20米，东西宽17米。